# Viola jangiensis
Viola jangiensis är en violväxtart som beskrevs av Wilhelm Becker. Viola jangiensis ingår i släktet violer, och familjen violväxter. Inga underarter finns listade i Catalogue of Life.